# Gino Pariani
Virginio “Gino” Peter Pariani (né le 21 février 1928 à Saint-Louis dans le Missouri et mort le 9 mai 2007 dans la même ville) fut un joueur de football américain.

## Biographie

### Jeunesse
Pariani, fils d'immigrés italiens, grandit au milieu de la classe ouvrière du quartier italien de The Hill à St. Louis. Cadet de deux frères, Pariani passe toute son enfance à faire du sport dans la rue. Pariani rejoint une équipe locale à l'âge de 13 ans.

### Carrière de club
En 1943, Pariani rejoint les Schumachers à l'âge de 15 ans. Il gagne cette année-là son premier titre, le championnat de la St. Louis Municipal League. Il part ensuite chez les Raftery’s S.C, où il est élu MVP lors de la saison 1946-1947. Son équipe est rebaptisée les St. Louis Simpkins-Ford en 1947. Il remporte la coupe des États-Unis, l'U.S. Open Cup en 1948 et 1950. Il y joue jusqu'en 1963. Il joue également quelque temps pour Calcaterra et les Wildcats AC. Pariani est un All-Star de St. Louis tous les ans de 1946 à 1953.

### Équipe nationale et olympique
Son succès en club lui valent d'être appelé en sélection pour les Jeux olympiques de 1948. Ils perdent au premier tour 9-0 contre les Italiens. Pariani ne joue pas lors de cette défaite. 
Pariani joue son premier match lors d'une défaite 11-0 contre la Norvège le 6 août 1948. Son deuxième match est cinq jours plus tard lors d'une défaite contre l'Irlande du Nord. Il ne rejoue pas en sélection jusqu'à la coupe du monde 1950 jouée au Brésil. Il inscrit un but lors de la défaite 3-1 contre l'Espagne.
Quatre jours plus tard, il est l'un des joueurs titulaires clés, lors de la victoire 1-0 historique contre l'équipe d'Angleterre.
Il joue son dernier match lors d'une défaite 5-2 contre le Chili.
Il est marié à sa femme Janet de 1950 jusqu'à sa mort, d'un cancer le 9 mai 2007.

### Hommage
Il a été intronisé, en 1976, aux États-Unis au National Soccer Hall of Fame, avec les autres membres de l'équipe de la Coupe du Monde de 1950.
En 2005 un film réalisé par David Anspaugh, Le Match de leur vie (The Game of Their Lives) retrace l'aventure de ce match historique. Gino Pariani y est joué par l'acteur australien Louis Mandylor.